# Basiliek Onze-Lieve-Vrouw van Aparecida
De Basiliek van het Heiligdom van Onze-Lieve-Vrouw van Aparecida (Portugees: Nossa Senhora da Conceição Aparecida, vrij vertaald: Onze-Lieve-Vrouw van de Ontvangenis Die verscheen) is een basiliek in Aparecida, Brazilië. In de reusachtige kerk wordt het mirakelbeeld van Maria vereerd. Het gebouw behoort tot de grootste rooms-katholieke kerkgebouwen ter wereld.

## Geschiedenis

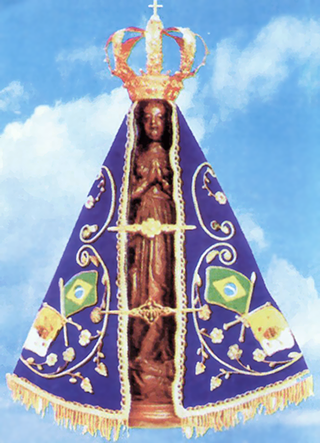
Het vereerde beeld van Onze-Lieve-Vrouw van Aparecida

De geschiedenis van de basiliek begint met de gebeurtenis die door de priesters José Alves Vilela in 1743 en João de Morais e Aguiar in 1757 werd opgetekend.
In het jaar 1717 zou de gouverneur van São Paulo, Pedro de Almeida, op zijn reis naar Vila Rica de stad Guaratinguetá aandoen en de bewoners wilden hem een rijk banket aanbieden. Alhoewel het niet het visseizoen was, probeerden drie vissers, Domingos Garcia, João Alves en Filipe Pedroso, voor het feestmaal vis te vangen in de rivier de Paraíba. Maar ondanks hun vurige gebeden tot God en de Heilige Maagd leverden de netten steeds weer een armzalige vangst op. De vissers werden er moedeloos van en stonden op het punt de pogingen op te geven, toen João Alves nogmaals de netten uitwierp en tot hun grote verbazing in plaats van vis een beeld van de Heilige Maagd ophaalde. Het beeld had geen hoofd, maar bij het optrekken van een volgend net vond men ook Haar hoofd. Het beeld werd gereinigd en in een kleed gewikkeld. Vanaf dat moment vingen de vissers zoveel vis, dat de vissersboot door de zware lading dreigde te zinken en de vissers zich gedwongen zagen naar de haven terug te keren.
Het nieuws verspreidde zich snel in de regio en de volgende vijftien jaar kwamen mensen uit de buurt naar de woning van Filipe Pedroso om er bij het beeld te bidden. Er werden wonderen gemeld en het kleine kapelletje dat de familie bouwde werd al snel te klein. Een nieuwe kapel werd op 26 juli 1745 ingewijd. Het aantal pelgrims bleef toenemen en tussen 1834 tot de wijding op 8 december 1888 werd gewerkt aan een prestigieus kerkgebouw (tegenwoordig bekend als Basílica Velha) in koloniale stijl.
De kerk werd ook bezocht door veel vooraanstaande bedevaartgangers. Op 6 november 1888 bracht kroonprinses Isabella van Brazilië een tweede bezoek aan de kerk en schonk goud, diamanten en robijnen om een kroon voor het beeld te laten maken en een rijk versierde blauwe mantel. Het beeld werd op 8 september 1904 in opdracht pauselijk gekroond.

## De nieuwe basiliek
Op 11 november 1955 werd begonnen met de bouw van een nieuwe basiliek. Ter onderscheiding van de oude basiliek wordt de kerk vaak als basílica nova aangeduid. Het gebouw werd in neoromaanse stijl gebouwd en heeft de vorm van een Grieks kruis. Tijdens zijn eerste reis naar Brazilië wijdde paus Johannes Paulus II de kerk op 4 juli 1980 in. In 1984 verkreeg de kerk tijdens de conferentie van Braziliaanse bisschoppen de rang van Nationaal Heiligdom.
De lengte van het kerkgebouw is 188 meter, de breedte 183 meter. De koepel heeft een hoogte van 70 meter en de kerktoren reikt tot 102 meter. De basiliek heeft een oppervlakte van 18.000 m² en heeft plaats voor 45.000 gelovigen.
De kerk bevindt zich in het centrum van de stad en is te bereiken via een loopbrug die de oude met de nieuwe basiliek verbindt. Jaarlijks bezoeken circa 8 miljoen pelgrims de basiliek.

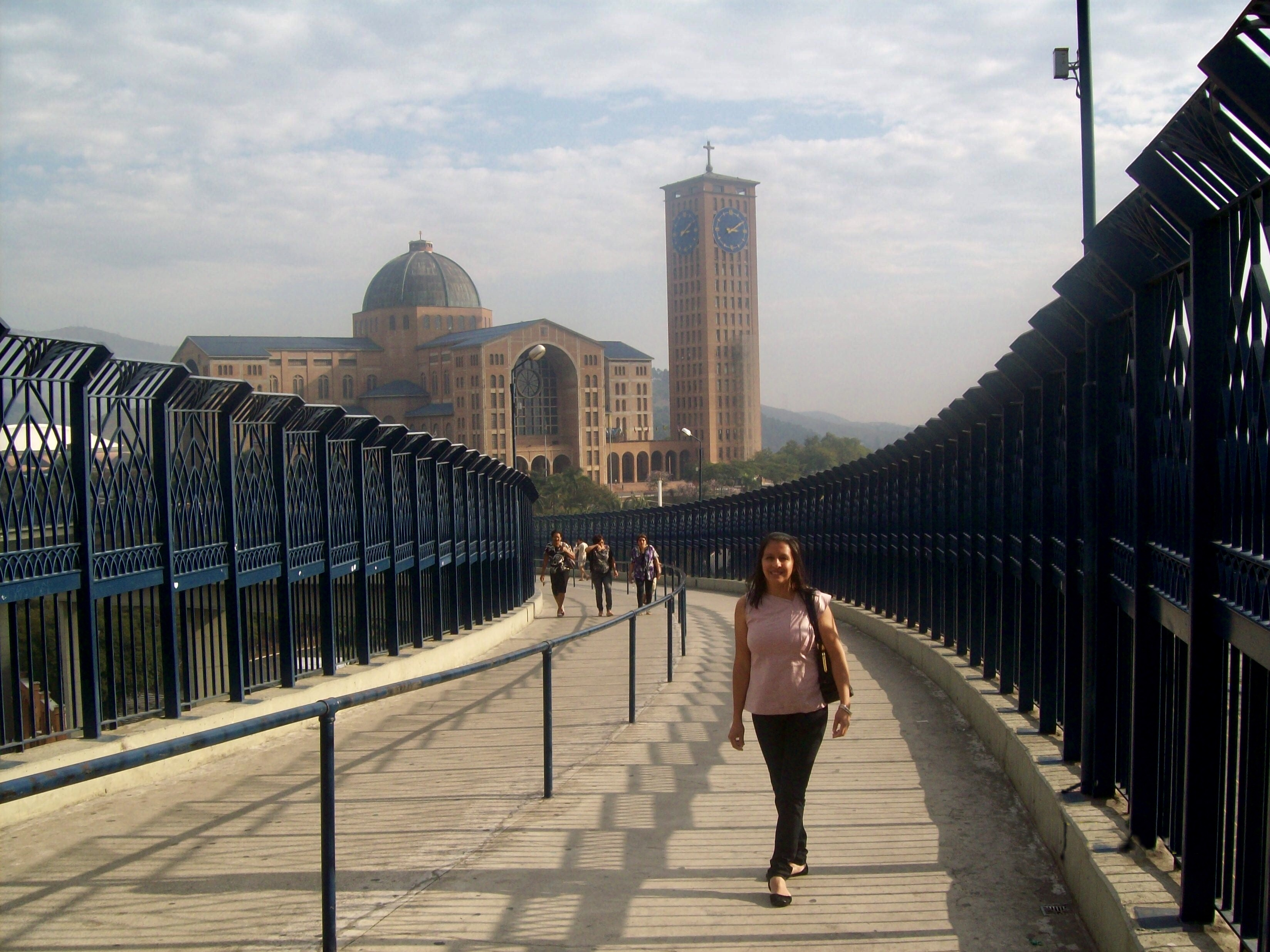
Loopbrug
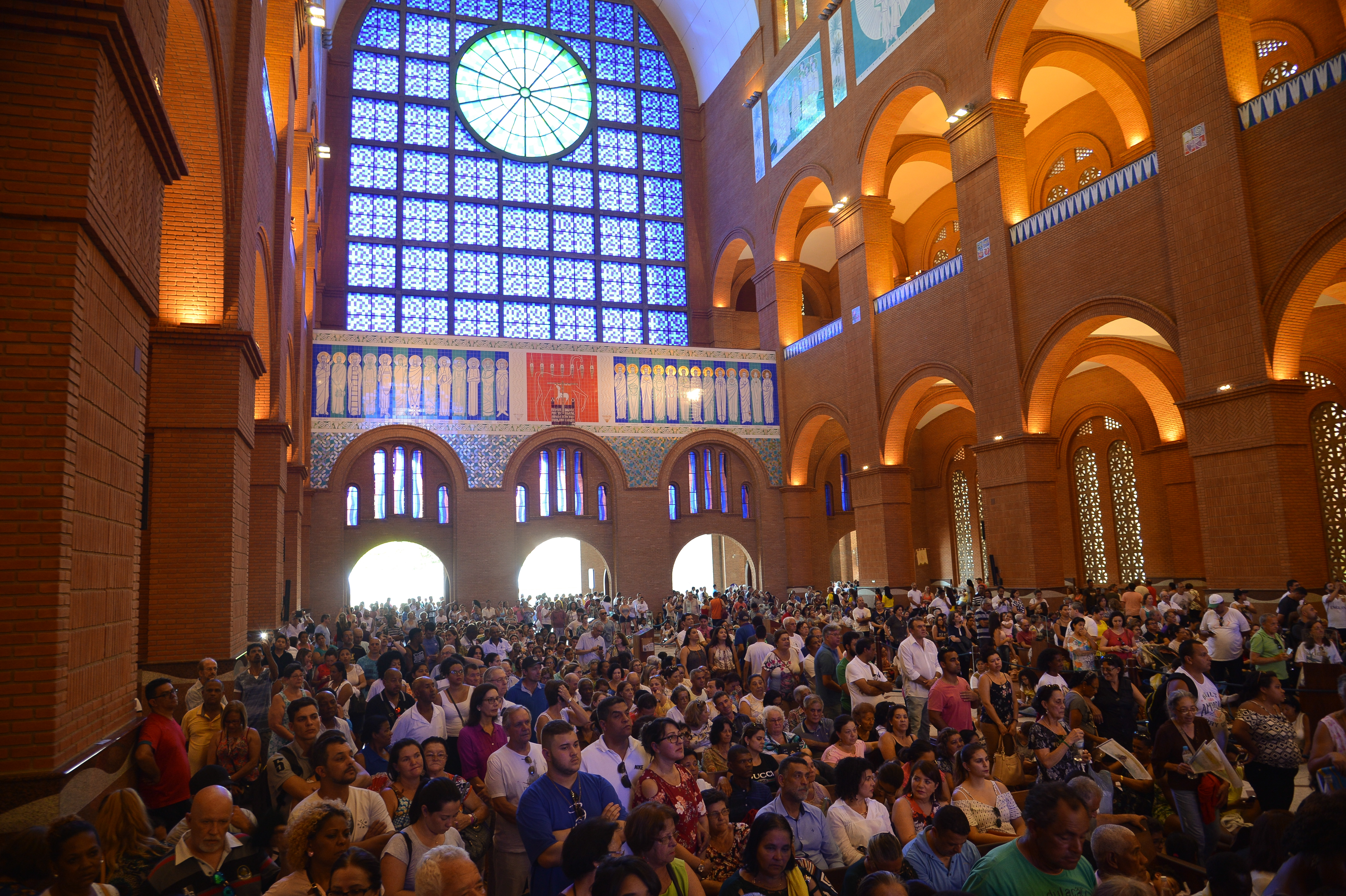
Interieur
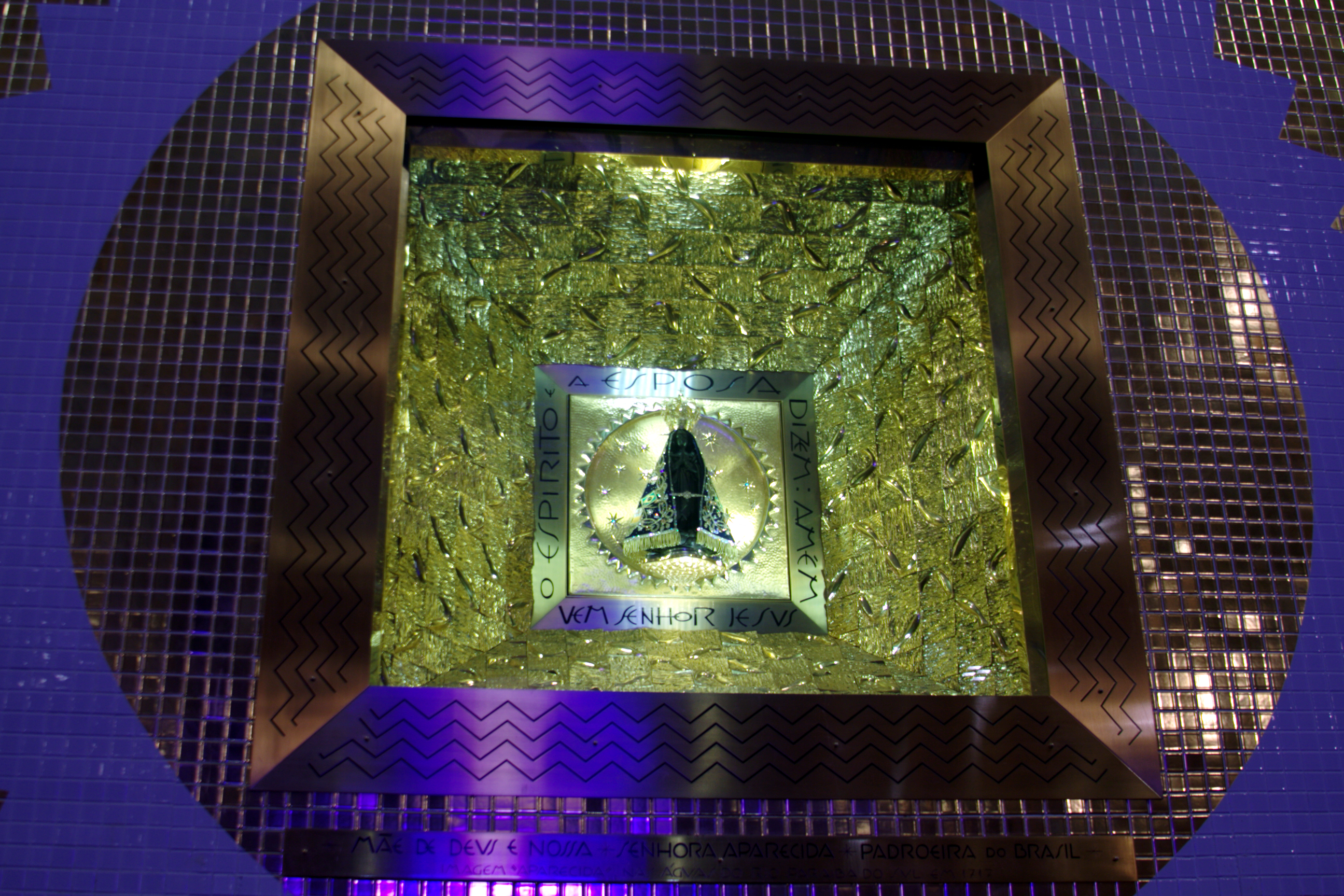
Onze-Lieve-Vrouw van Aparecida

## Pauselijke onderscheidingen
Tot tweemaal toe werd de kerk met een Gouden Roos onderscheiden. De eerste werd door paus Paulus VI op 12 augustus 1967 verleend. Een tweede volgde op 12 mei 2007 van paus Benedictus XVI. Paus Johannes Paulus II verleende de kerk op 4 juli 1980 de status van basilica minor.
Tijdens de Wereldjongerendagen 2013 bezocht paus Franciscus de basiliek op 24 juli, om er de mis te vieren en hulde te brengen aan Onze-Lieve-Vrouw van Aparedica.